# Vatikánská observatoř
Vatikánská observatoř (italsky Specola Vaticana) je astronomická observatoř a středisko vědeckého výzkumu, podporované a financované Svatým stolcem. Provoz observatoře řídí již od jejího vzniku Tovaryšstvo Ježíšovo. Od 18. září 2015 je jejím ředitelem Guy Consolmagno.
Observatoř sídlí v obci Castel Gandolfo, zhruba 30 km jihovýchodně od Říma a provozuje též dalekohled Vatican Advanced Technology Telescope (VATT) na mezinárodní observatoři Mount Graham v USA.

## Historie
Katolická církev se o astronomii zajímá dlouhodobě. Jedním z důvodů jsou například Velikonoce, které jsou pohyblivým svátkem a jejichž datum se vypočítává pro každý rok. Astronomická pozorování byla důležitá i pro zavedení gregoriánského kalendáře.

### Věž větrů
Předchůdcem Vatikánské observatoře byla Věž větrů (italsky Torre dei Venti nebo Torre Gregoriana), nacházející se nad palácem při severní straně nádvoří Belvedere ve Vatikánu. O výstavbě této pozorovatelny podle návrhu boloňského architekta Ottaviana Nonni, zvaného Mascherino, rozhodl papež Řehoř XIII. v roce 1576, postavena byla v letech 1578–1580. Jezuita Christopher Clavius pak v této věži prováděl astronomická pozorování, která byla podkladem pro vydání gregoriánského kalendáře Řehořem XIII. v roce 1582.
Příležitostná měření a pozorování meteorologických i astronomických jevů probíhala na Věži větrů i v následujících stoletích. Christopher Clavius i jiní jezuité se však astronomii věnovali i ve svém sídle v Římské koleji. Ta ovšem neměla vlastní observatoř, a proto byla pozorování prováděna z oken či chodeb koleje.

### Římská kolej

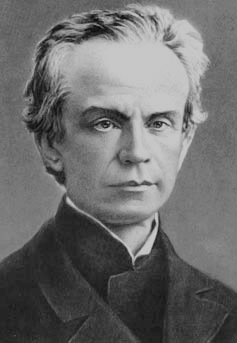
Francesco Denza

V 18. století začal Svatý stolec astronomii systematicky podporovat, přičemž v Římě vznikly hned tři papežské observatoře – v Římské koleji (1774–1878), ve Věži větrů ve Vatikánu (1789–1821) a na Kapitolu (1827–1870).

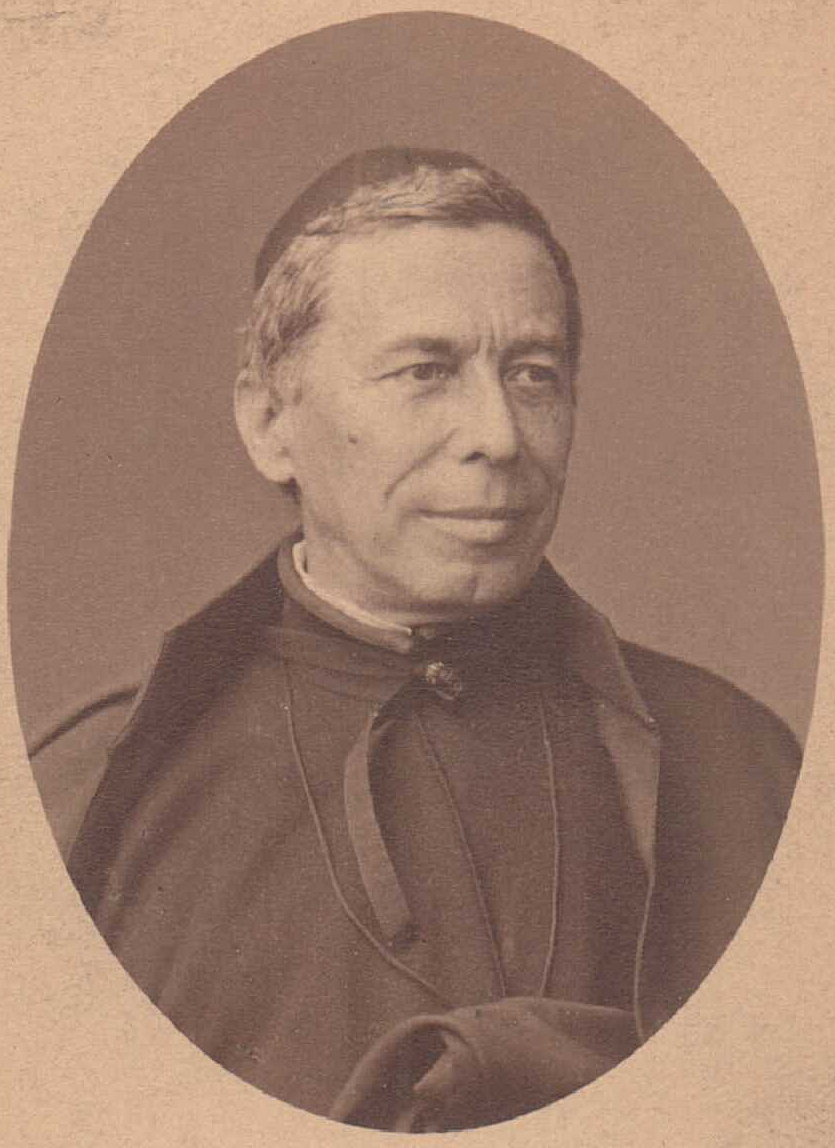
Italský astronom Pietro Angelo Secchi (1818-1878)

Pravidelná astronomická pozorování na vatikánské Věži větrů byla obnovena v roce 1789. Řídil je Mons. Filippo Luigi Gilii (1756–1821), po jeho smrti však byly práce ukončeny a přístroje přemístěny do observatoře v Římské koleji.
O vzniku observatoře v Římské koleji rozhodl papež Klement XIV. již v roce 1774, ale stavba téměř 40 metrů vysoké pozorovací věže byla zahájena až roku 1786. O rok později v ní byly umístěny menší přístroje. V roce 1804 přivezl Pius VII. z Francie větší refraktor i přesné kyvadlové hodiny a později pořídil ještě další vybavení.
V roce 1850 se ředitelem Římské koleje stal jezuita Angelo Secchi, který nechal vybudovat novou observatoř na střeše kostela svatého Ignáce z Loyoly na Martově poli. Secchi se proslavil zejména rozdělením hvězd podle spektrální klasifikace. Během jeho působení získala Vatikánská observatoř mezinárodní uznání.
V rámci sjednocení Itálie v roce 1870 byl však Řím obsazen italskými vojáky a Římská kolej připadla do vlastnictví Itálie. Secchi byl tak uznávaný, že jemu osobně i ostatním jezuitům bylo dovoleno v práci pokračovat, ale po Secchiho smrti v roce 1878 byli jezuité vyhnáni, observatoř uzavřena a v roce 1923 úplně zrušena.

### Obnovení Vatikánské observatoře
O obnovu papežské observatoře se zasloužil Francesco Denza, který v roce 1888 umístil ve Věži větrů meteorologické a seismické přístroje v rámci jejich jubilejní výstavy a papeži Lvovi XIII. přednesl návrh na obnovení astronomických pozorování na této věži.

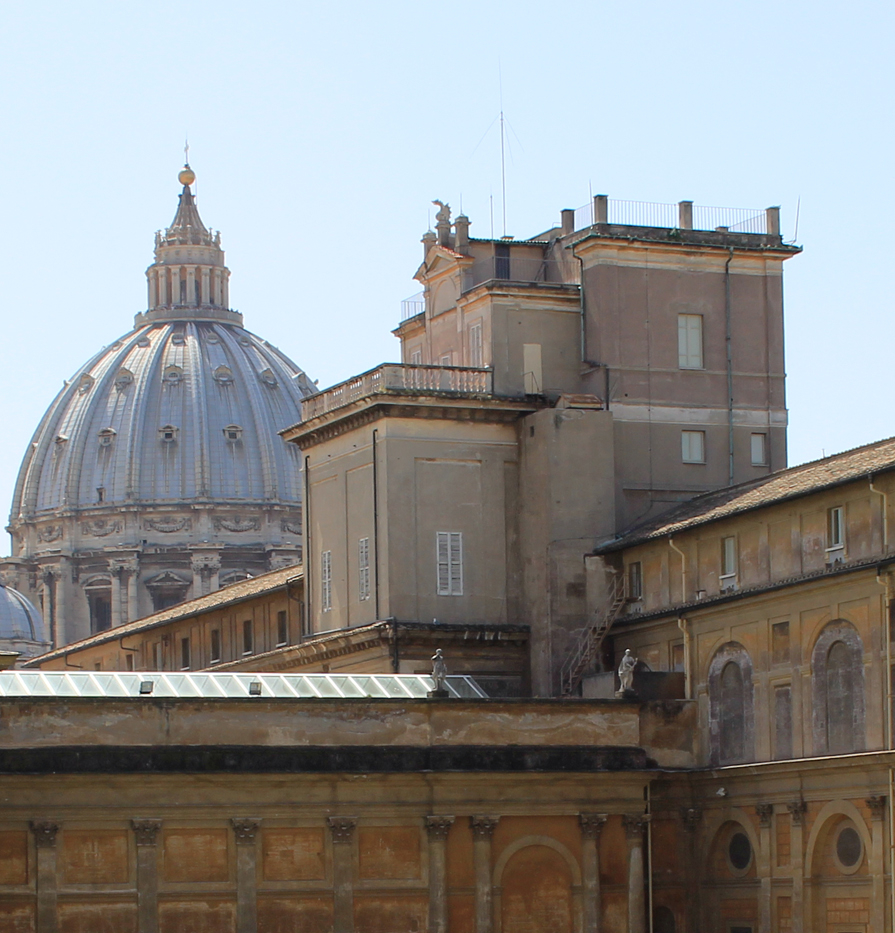
Věž větrů

Francesco Denza se rovněž zasadil o účast Vatikánu v mezinárodním projektu fotografického mapování hvězdné oblohy, který později dostal název Carte du Ciel. Pro účely tohoto projektu již ale Věž větrů nestačila. Nová observatoř byla vybudována na kruhových věžích, které jsou součástí středověkých leonských hradeb v západní části Vatikánu. Věže dosahují výšky 20 m při tloušťce stěn až 4,5 m.
Oficiálně byla papežská observatoř obnovena 14. března 1891, když Lev XIII. za tímto účelem vydal motu proprio s názvem Ut mysticam. Prvním ředitelem byl v roce 1891 jmenován Francesco Denza. Ještě toho roku byl na Věži sv. Jana instalován základní přístroj observatoře – dvojitý astrograf s průměry objektivů 0,33 m a 0,20 m, určený pro zmíněnou fotografickou přehlídku oblohy Carte du Ciel. Pořizováním snímků byl pověřen Giuseppe Lais, který s prací započal v roce 1894. Ve stejném roce zemřel Francesco Denza a observatoř zůstala bez ředitele až do roku 1898, kdy byl do čela instituce jmenován španělský augustinián Angelo Rodriguez. Ten se ovšem věnoval pouze meteorologii, takže se astronomie začala na observatoři rozvíjet až po příchodu dalšího ředitele Johanna Georga Hagena v roce 1906.

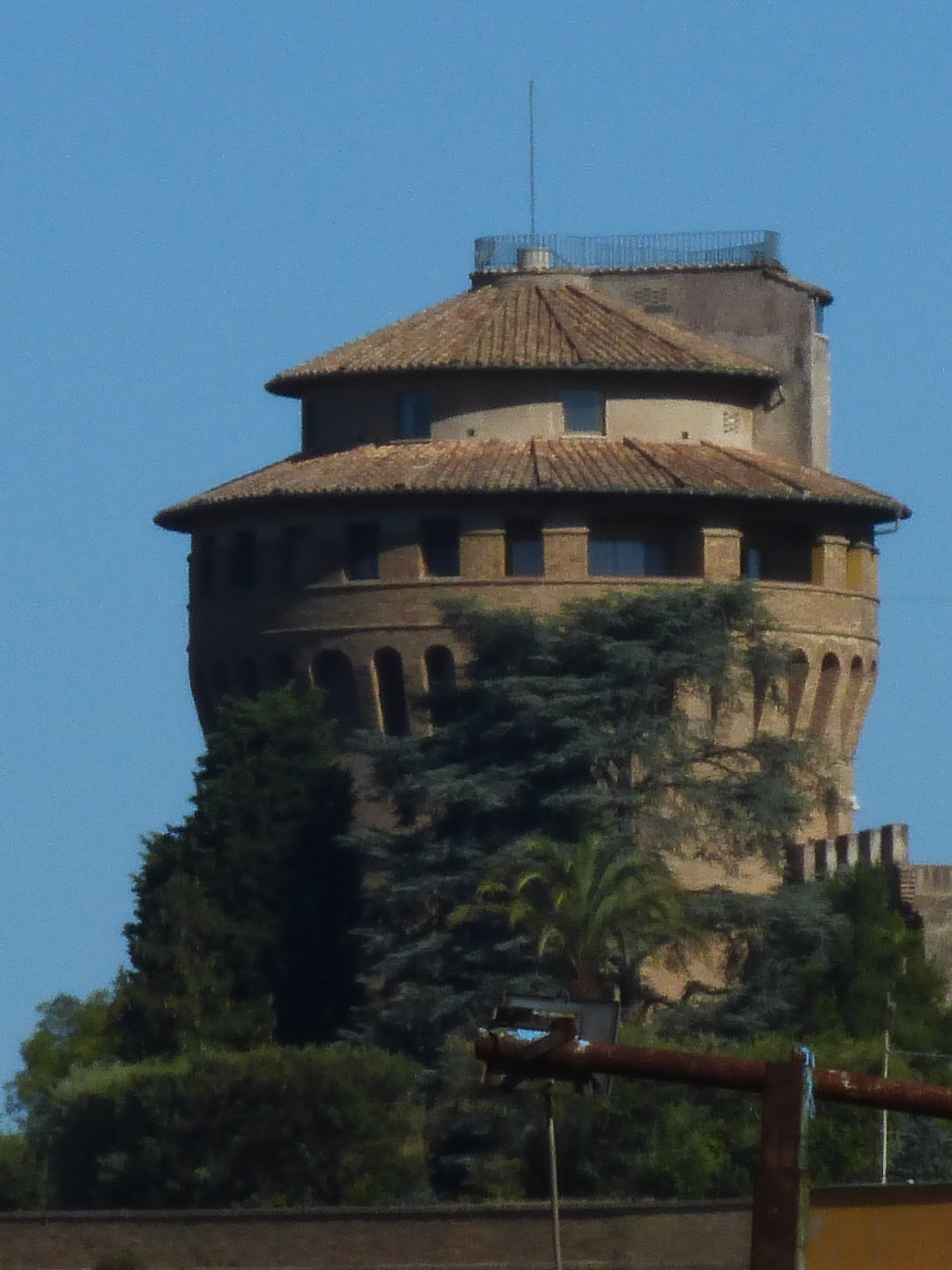
Věž sv. Jana v Leonských hradbách

V roce 1921 dokončil Giuseppe Lais práci na tisícovce fotografických desek pro tu část hvězdného katalogu, která byla přiřazena Vatikánské observatoři a přitom pořídil asi polovinu snímků potřebných pro hvězdné mapy. Proměřením poloh a jasností hvězd na snímcích se v letech 1910 až 1921 zabývaly tři řádové sestry z Istituto di Maria Bambina v Římě, které celkem dvakrát proměřily uvedené údaje pro více než 481 tisíc hvězd. Hvězdný katalog byl postupně publikován v deseti svazcích mezi léty 1921–1928. Vatikánská observatoř se tak ocitla na 5. místě mezi světovými observatořemi, které ukončily úspěšně svou práci na tomto obřím projektu.
Johann Georg Hagen se kromě práce na Carte du Ciel proslavil také vydáním Atlasu proměnných hvězd a výzkumem temných mračen v Mléčné dráze. Za jeho působení se mezinárodní povědomí o Vatikánské observatoři výrazně rozšířilo. V observatoři se také postupně shromáždila rozsáhlá sbírka meteoritů, přičemž velká část pochází z darů a pozůstalosti markýze Adriena Charles de Mauroy (1848–1927).
Observatoř ve věžích leonských hradeb zůstala 40 let, než se kvůli rozvoji veřejného osvětlení zhoršily pozorovací podmínky. Po Hagenově smrti v roce 1930 se tak pro observatoř začalo hledat nové místo, které by nebylo tak ovlivněné světelným znečištěním.

### Castel Gandolfo

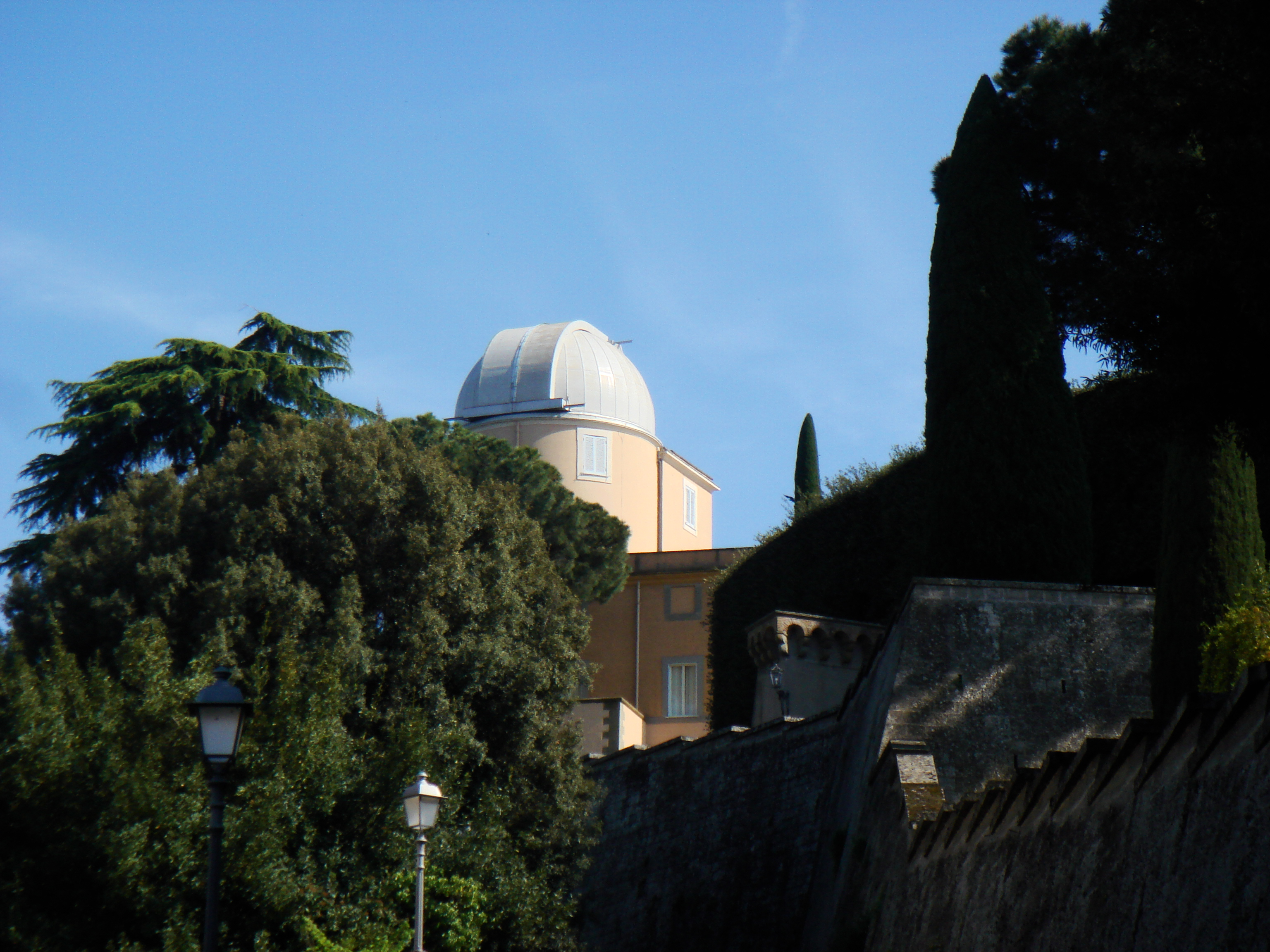
Kupole Vatikánské observatoře na střeše papežského paláce

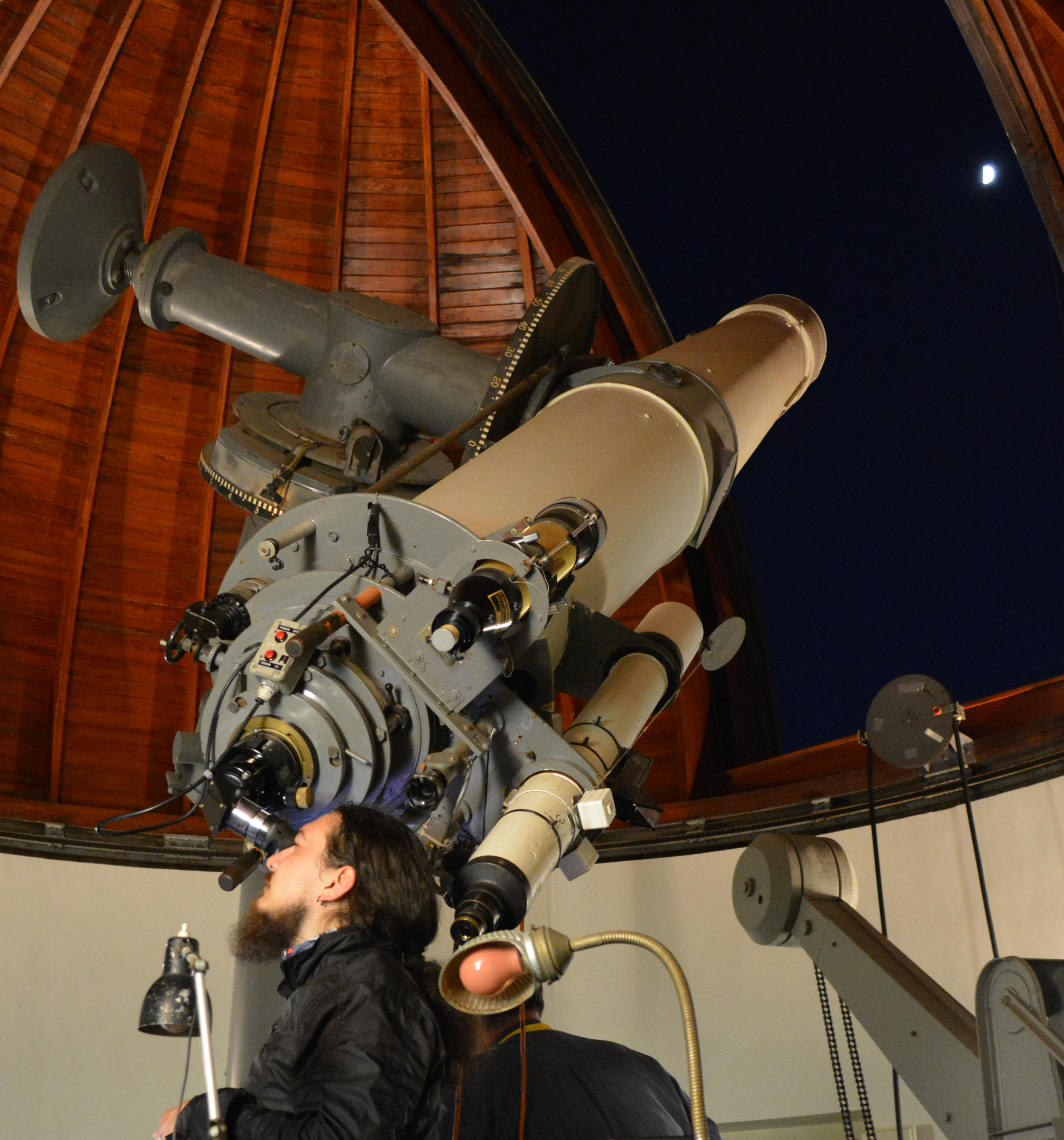
Teleskop v Castel Gandolfo

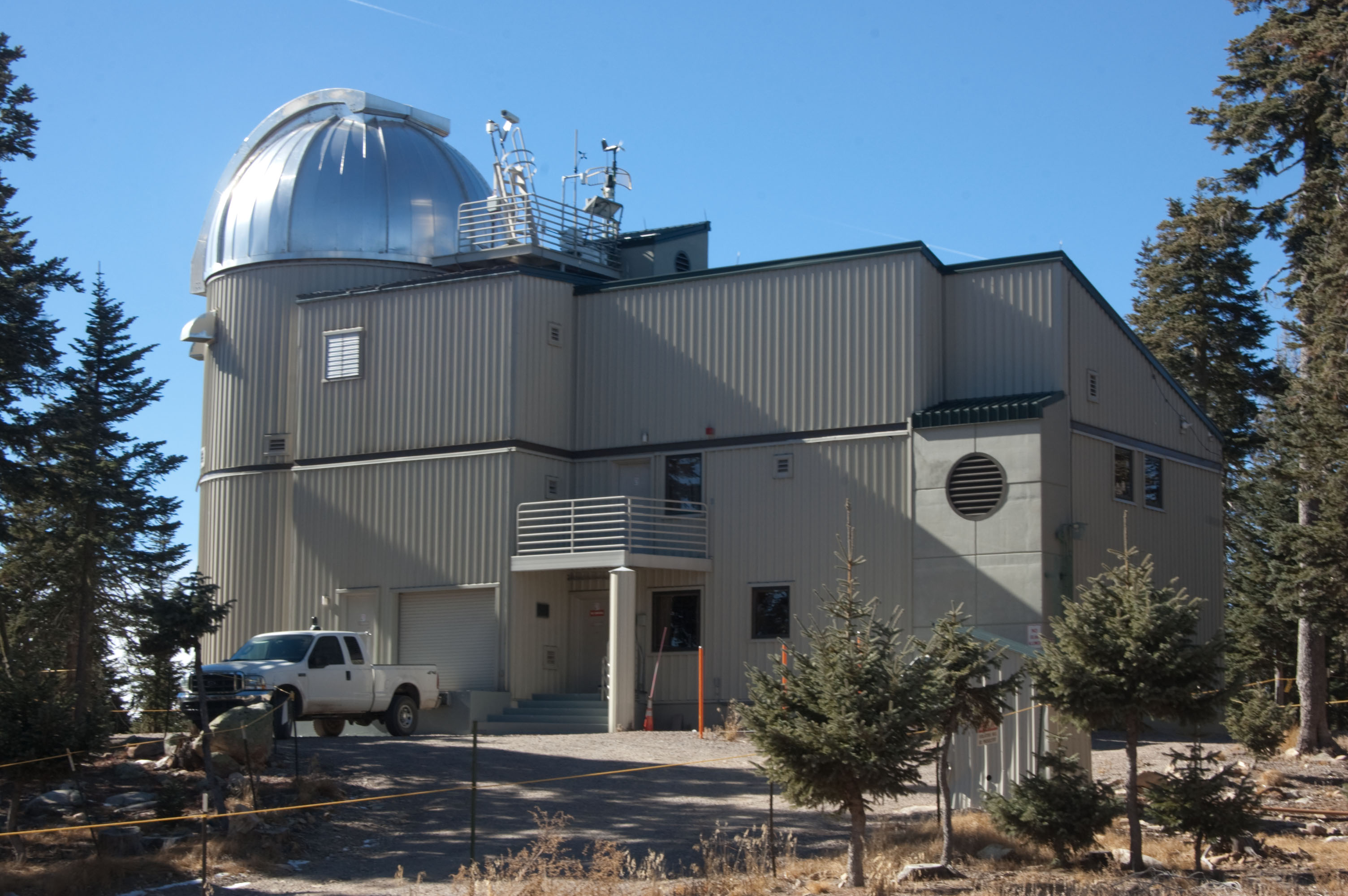
Budova dalekohledu VATT na observatoři Mount Graham

V roce 1930 se novým ředitelem observatoře stal Johan Stein. Papež Pius XI. navrhl, že by se observatoř mohla přemístit do papežského letního sídla v Castel Gandolfu, které leží 30 km jihovýchodně od Říma, v nadmořské výšce 430 m. Johan Stein ověřil, že je tam vhodná obloha k pozorování a v roce 1932 se tak přímo na střeše papežského paláce mohlo začít se stavbou dvou kopulí s novými přístroji od německé firmy Carl Zeiss AG. V jedné kopuli s průměrem 8,5 m byl pro vizuální pozorování pořízen refraktor o průměru objektivu 0,4 m s ohniskovou vzdáleností 6 m a ve druhé kopuli s průměrem 8 m byl umístěn dvojitý astrograf s refraktorem o průměru objektivu 0,4 m s ohniskovou vzdáleností 2,4 m a reflektorem s průměrem zrcadla 0,6 m. K astrografu byl navíc připojen spektrograf pro účel astrofyzikálních výzkumů. Papež Pius XI. observatoř slavnostně otevřel 29. září 1935. Při observatoři také (do roku 1976) fungovala astrofyzikální laboratoř, která zkoumala spektra prvků a molekul a její spektrální atlasy nalezly široké uplatnění. 
V roce 1942 byl z Vatikánu do Castel Gandolfa převezen i astrograf určený pro přehlídku oblohy Carte du Ciel. Během druhé světové války byly od září 1943 do června 1944 cennější přístroje odmontovány a ukryty, protože hrozilo jejich zničení leteckým bombardováním. Po válce se podařilo dokončit mapování oblohy pro přehlídku Carte du Ciel. Poslední snímky hvězdné mapy byly pořízeny v roce 1953 a publikace všech 540 desek o rozměru 26 x 26 cm byla skončena v roce 1955.
Po smrti Johana Steina v roce 1951 byl jeho nástupcem v roce 1952 jmenován Daniel O'Connell, který se proslavil výzkumem zákrytových dvojhvězd. V roce 1957 byla v Castel Gandolfu dokončena instalace širokoúhlé Schmidtovy komory se zrcadlem o průměru 0,98 m, korekční deskou o průměru 0,65 m a s ohniskem 2,4 m. K tomuto účelu byla upravena nová budova observatoře v zahradách Barberini jižně od papežského paláce. Schmidtova komora byla využívána asi 20 let k výzkumu vývoje hvězdokup pomocí hvězdné spektroskopie a polarimetrie.
 

Po odchodu O'Connella do důchodu v roce 1970 se ředitelem observatoře stal Patrick Treanor, který nechal observatoř vybavit novými pomocnými přístroji pro pozorování i zpracování měření. Patrick Treanor také začal vytvářet mapu světelného znečištění v Itálii, protože stále rostoucí světelné znečištění začalo rušit pozorování i v Castel Gandolfu. 

### Observatoř Mount Graham
Po smrti Patricka Treanora v roce 1978 se jeho nástupcem stal Američan George Coyne, který předtím působil v Arizoně. Dokázal proto zprostředkovat spolupráci Vatikánské observatoře s Arizonskou univerzitou v Tucsonu, která provozuje Stewardovu observatoř. Arizona má příznivé podmínky pro astronomická pozorování a tyto podmínky chrání zákonem. V roce 1981 vzniklo v Tucsonu centrum, zvané Vatican Observatory Research Group (VORG). V roce 1987 byla založena Nadace Vatikánské observatoře (Vatican Observatory Foundation), jejímž účelem bylo získání prostředků na stavbu nového špičkového dalekohledu – Vatican Advanced Technology Telescope (VATT). Dalekohled byl vystavěn na observatoři Mount Graham a první vědecká pozorování na něm začala v roce 1995.

## Činnost

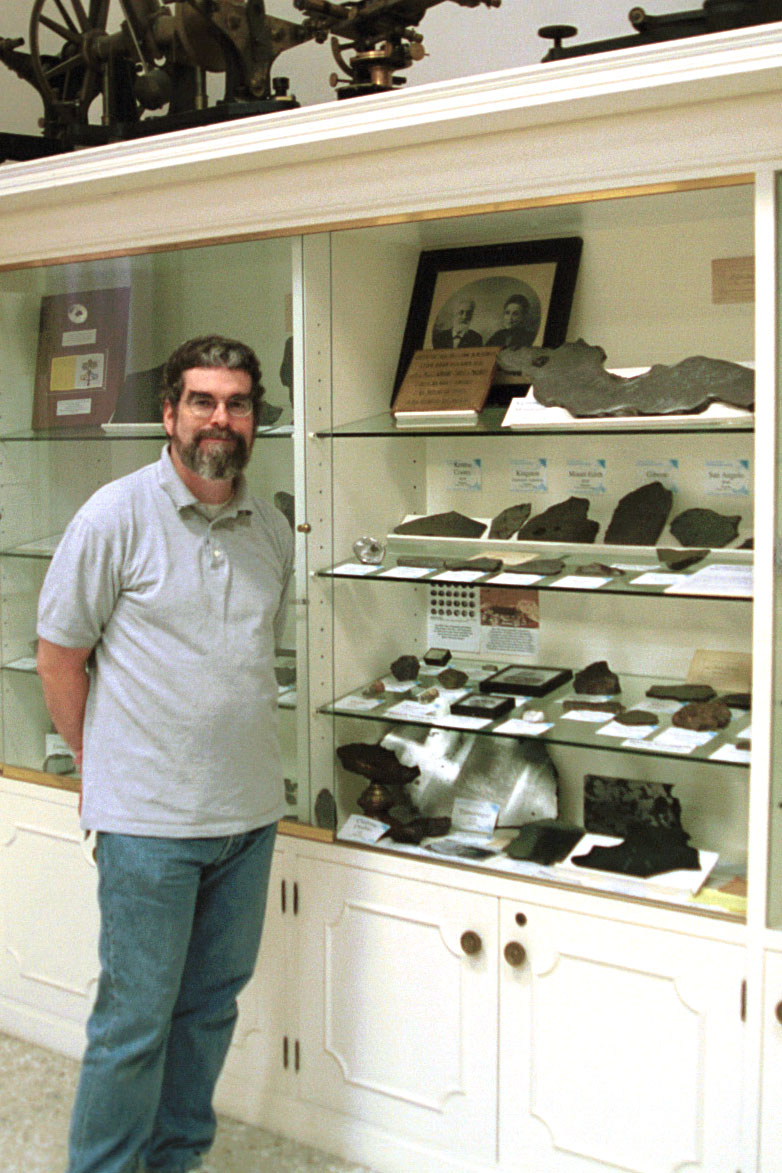
Sbírka meteoritů v Castel Gandolfo a ředitel Guy Joseph Consolmagno

Vatikánská observatoř má v současnosti dvě pracoviště – v Castel Gandolfo a v Tucsonu.
Zaměstnanci publikují výsledky své práce v mezinárodním odborném tisku. Každoroční výroční zprávy jsou zasílány do více než 400 institucí po celém světe.
Každé dva roky se v jedné z observatoří koná konference a v Castel Gandolfo také od roku 1986 letní škola astronomie, určená pro vysokoškolské studenty z celého světa.
Observatoř v Castel Gandolfo již kvůli světelným podmínkám může jen s obtížemi konkurovat moderním pozorovatelnám, pracoviště však slouží ke zpracovávání dat. V roce 2009 byl pro kanceláře observatoře nově upraven bývalý klášter klarisek při Piazza Sabatini. Významná je zde umístěná odborná knihovna. Obsahuje na 20 000 svazků, včetně vzácných děl od nejslavnějších astronomů (Koperník, Galileo, Newton, Kepler, Brahe, Clavius, Secchi). Nachází se tu i malé muzeum historických přístrojů a zejména unikátní sbírka meteoritů, dosahující počtu 1100 vzorků z více než 500 meteoritů o celkové hmotnosti 150 kg.
Ředitel Vatikánské observatoře je z titulu svého úřadu dočasným členem Papežské akademie věd.

## Ředitelé Vatikánské observatoře
- Francesco Denza (1891–1894)
- Angelo Rodriguez (1898–1906)
- Johann Georg Hagen (1906–1930)[20]
- Johan Stein (1930–1951)
- Daniel O'Connell (1952–1971)
- Patrick Treanor (1971–1978)
- George Coyne (1978 – 2006)
- José Gabriel Funes (2006–2015)
- Guy Joseph Consolmagno, od roku 2015